# Oreophryne geislerorum
Oreophryne geislerorum är en groddjursart som först beskrevs av Oskar Boettger 1892.  Oreophryne geislerorum ingår i släktet Oreophryne och familjen Microhylidae. IUCN kategoriserar arten globalt som livskraftig. Inga underarter finns listade i Catalogue of Life.